# Tiết Quang Minh Tinh
Tiết Quang Minh Tinh (tiếng Triều Tiên: 광명성절; McCune–Reischauer: Kwangmyŏngsŏng-jŏl) là một ngày nghỉ lễ ở Bắc Triều Tiên diễn ra vào ngày 16 tháng Hai, kỷ niệm ngày sinh của lãnh đạo đất nước thứ hai, Kim Jong-il. Cùng với Ngày của mặt trời, ngày sinh nhật của cha Kim Il-sung, đó là ngày lễ quan trọng nhất trong cả nước.
Kim Jong-il sinh năm 1941 tại Liên Xô, mặc dù tuyên truyền của Bắc Triều Tiên khẳng định ngày sinh là 16 tháng 2 năm 1942 và nơi sinh tại khu vực Núi Trường Bạch. Sinh nhật của ông trở thành một ngày lễ chính thức vào năm 1982 khi ông bắt đầu công việc của mình trong Bộ Chính trị Đảng Lao động Triều Tiên. Trong suốt cuộc đời của mình, ông đã để mắt đến công chúng trong những ngày sinh nhật. Năm 2012, năm sau cái chết của ông, ngày lễ được đổi tên thành Tiết Quang Minh Tinh.
Các hoạt động quan sát xa hoa nhất diễn ra ở thủ đô Bình Nhưỡng, bao gồm thể dục dụng cụ đại chúng, biểu diễn âm nhạc, màn bắn pháo hoa, duyệt binh quân sự và các bữa tiệc khiêu vũ đại chúng. Người dân Bắc Triều Tiên nhận được nhiều khẩu phần thực phẩm và điện hơn bình thường vào Tiết Quang Minh Tinh.

## Bối cảnh

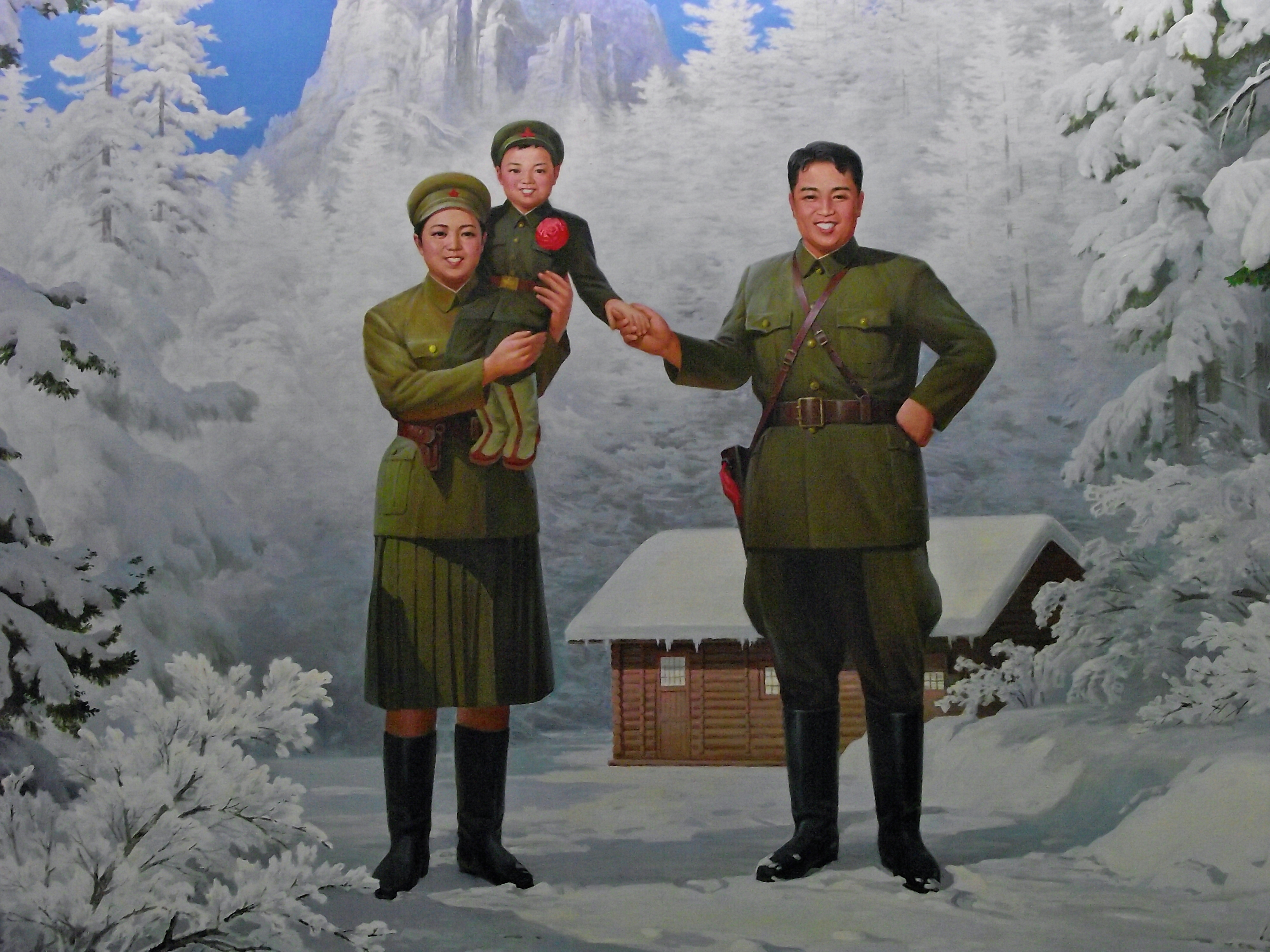
Theo tuyên truyền của Bắc Triều Tiên, Kim Jong-il được sinh ra trong một trại bí mật trên núi Trường Bạch vào ngày 16 tháng 2 năm 1942.

Kim Jong-il sinh vào tháng 2 năm 1941 con của Kim Il-sung và Kim Jong-suk, sinh ở Siberia thuộc Liên Xô, nơi cha ông đã phải sống lưu vong vì các hoạt động du kích của ông ấy. Tuy nhiên, tuyên truyền của Bắc Triều Tiên thì ngày sinh của Kim Jong-il là ngày 16 tháng 2 năm 1942 và sinh tại khu vực Núi Trường Bạch, nơi khởi nguồn huyền thoại của người dân Triều Tiên, nơi mà Kim Il-sung được cho là điều hành một trại du kích. Trong thực tế, trại du kích được đặt tại Mãn Châu vào thời điểm đó và chính Kim đã đến Viễn Đông Liên Xô trước và sau khi Kim Jong-il chào đời.
Trong tuyên truyền của Triều Tiên, Kim Jong-il thường gắn liền với hình ảnh của ngôi sao. Ông thường được gọi là "ngôi sao sáng", mặc dù "ngôi sao chiếu sáng" (광명성) cũng được sử dụng. Theo truyền thuyết, một ngôi sao sáng xuất hiện trên bầu trời vào đêm ông sinh ra, và các chiến binh du kích đã khắc những thông điệp lên cây tuyên bố: "Ba anh hùng tỏa sáng ở Hàn Quốc với Thần núi Paekdu: Kim Il Sung, Kim Chŏng-suk và Kwangmyŏngsŏng ('Ngôi sao sáng') "và" Ôi! Hàn Quốc! Ngôi sao Paekdu đã ra đời! "

## Lịch sử
Sinh nhật của Kim đã được tổ chức tạm thời từ năm 1976, nhưng nó đã trở thành một ngày lễ quốc gia chỉ trong năm 1982, hai ngày sau khi ông trở thành thành viên của Bộ Chính trị Đảng Lao động Triều Tiên. Khi ông lên đến sự lãnh đạo của đất nước, ngày sinh nhật của ông được đánh dấu là "Mùa xuân của nhân loại" theo lịch của Bắc Triều Tiên. Tuy nhiên, trong suốt cuộc đời, Kim tránh xa những dịp công khai trong ngày sinh nhật. Kỷ niệm có tên hiện tại vào năm 2012, năm sau khi ông qua đời, khi đó Bộ Chính trị tuyên bố: "Ngày 16 tháng 2, ngày lễ tốt lành nhất của quốc gia khi nhà lãnh đạo vĩ đại Đồng chí Kim Jong Il ra đời, sẽ được coi là Ngày của Ngôi sao sáng". Một bức tượng cưỡi ngựa với Kim Jong-il và Kim Il-sung đã được ra mắt để kỷ niệm ngày này.
Vào ngày 12 tháng 2 năm 2013, Triều Tiên đã tiến hành vụ thử hạt nhân thứ ba vài ngày trước ngày này.

## Lễ kỷ niệm

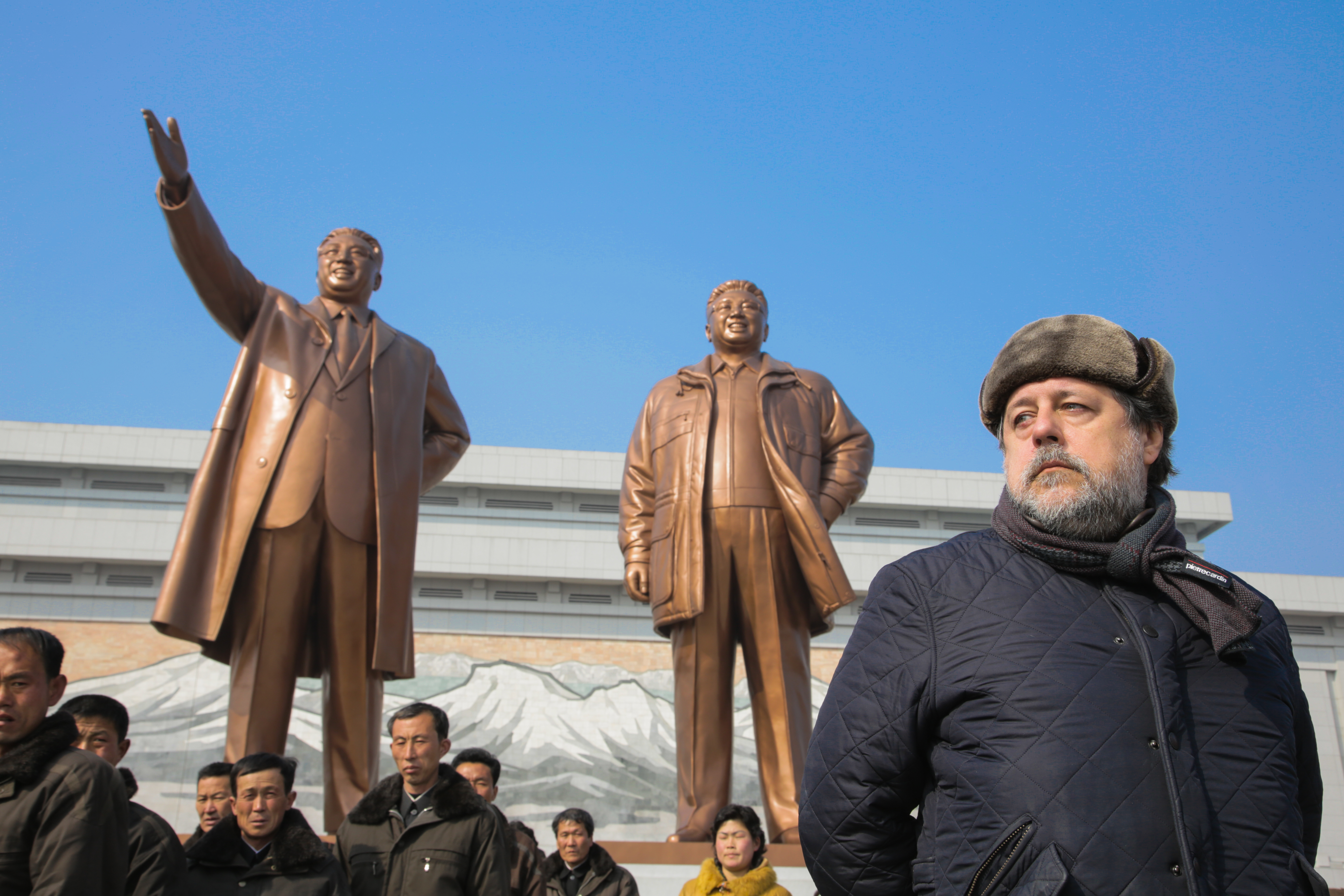
Đạo diễn phim Vitaly Mansky tại Đài tưởng niệm lớn Mansu Hill.

Kỳ nghỉ bắt đầu vào ngày 16 tháng 2 và kéo dài trong hai ngày. Lễ kỷ niệm được quan sát trong cả nước. Thủ đô Bình Nhưỡng có các hoạt động như thể dục dụng cụ đại chúng, biểu diễn âm nhạc, trình diễn pháo hoa, duyệt binh, và các bữa tiệc khiêu vũ đại chúng. Đại lộ được treo hàng dài với cờ và biểu ngữ. Hàng triệu người đến thăm Cung điện Mặt trời Kumsusan nơi cả Kim Il-sung và Kim Jong-il ở. Triển lãm hoa lan Kimjongilia diễn ra. Hoa lan được đặt theo tên của Kim và đã được trồng để nở hoa vào "Ngày của Ngôi sao sáng". Bên ngoài Bình Nhưỡng, những kỷ niệm không xa hoa. Chính phủ Bắc Triều Tiên thường phân bổ nhiều lương thực và năng lượng cho người dân vào Ngày này hơn bình thường. Trẻ em được tặng kẹo, và đó là một trong số ít trường hợp thành viên mới được kết nạp vào Liên đoàn Trẻ em Triều Tiên. Bộ phim tài liệu năm 2015 của Vitaly Mansky Under the Sun ghi lại buổi lễ như vậy vào Tiết Quang Minh Tinh.
Văn phòng chính phủ và doanh nghiệp, ngân hàng và bán lẻ đóng cửa cho Ngày này. Đám cưới thường được tổ chức vào Ngày Tiết Quang Minh Tinh.
Thời gian kéo dài hai tháng giữa Ngày này và Ngày của mặt trời được biết đến như Thời gian Lễ hội của chế độ. Trên lịch, Tiết Quang Minh Tinh diễn ra sau ngày lễ 14 Tháng 2, kỷ niệm Kim Jong-il lên bậc Nguyên soái Cộng hòa Dân chủ Nhân dân Triều Tiên và trước Ngày phụ nữ quốc tế (ngày 8 tháng 3). Ngày Tiết Quang Minh Tinh là một trong ba ngày kỷ niệm Kim Jong-il trên lịch, hai ngày còn lại là kỷ niệm ông trở thành nguyên soái và lãnh đạo.

### Trích dẫn
- Lim, Jae-Cheon (2015). Leader Symbols and Personality Cult in North Korea: The Leader State. Oxon: Routledge. ISBN 978-1-317-56740-0.